# Яаскеляйнен, Юсси
Юсси Яаскеляйнен (фин. Jussi Jääskeläinen; 19 апреля 1975, Миккели, Финляндия) — финский футболист, вратарь. Наиболее известен по выступлениям за клуб «Болтон Уондерерс». С 1998 по 2010 годы выступал за сборную Финляндии.

## Карьера игрока

### Клубная
В 1992 году Юсси Яаскеляйнен дебютировал в команде «Миккелин Паллоильят» в чемпионате Финляндии. Два года спустя, в 1994 году, он стал первым вратарём команды. В 1996 году он перешёл в «ВПС», где провёл два сезона, а в 1997 году был куплен английской командой «Болтон Уондерерс». Однако из-за сотрясения мозга он был исключён из игры в сезоне 2000/01. Тем не менее уже в следующем сезоне он был признан лучшим вратарём Премьер-лиги.
В сезоне 2005/06 «Болтон Уондерерс» впервые в своей истории принял участие в международном футбольном турнире под эгидой УЕФА и дошёл до 1/16 финала Кубка УЕФА, уступив марсельскому «Олимпику». После этого Юсси Яаскеляйнен был признан игроком года в команде «Болтон Уондерерс». Известен тем, что в ворота команд, который защищал Юсси, легенда английского футбола, Фрэнк Лэмпард, забивал 11 мячей (на счету Лэмпарда также три дубля)
В июне 2017 года Яаскеляйнен объявил о завершении карьеры, а в сентябре этого же года решил возобновить карьеру, 42-летний футболист подписал контракт с индийским клубом «Атлетико (Калькутта)», выступающим в высшей лиге страны. 17 января 2018 года расторг контракт с клубом и завершил карьеру игрока.

### В сборной
25 марта 1998 года дебютировал в сборной Финляндии в матче против Мальты (2:0). Долгое время Яаскеляйнен был вторым вратарём сборной, после Антти Ниеми, однако, когда в 2005 году Ниеми завершил свою карьеру в сборной, он стал первым вратарём.

## Достижения
«Уиган Атлетик»
- Победитель Первой Футбольной лиги: 2015/16